# Danderyd
Danderyd è un comune svedese di 31 287 abitanti, situato nella contea di Stoccolma. Il suo capoluogo è la città di Djursholm.

## Località
Nel territorio comunale sono comprese le seguenti aree urbane (tätort):
- Täby
- Tranholmen